# Anablepsoides igneus
Anablepsoides igneus es un pez de agua dulce la familia de los rivulines en el orden de los ciprinodontiformes.

## Morfología
Cuerpo alargado, los machos pueden alcanzar los 15 cm de longitud máxima y las hembras 9 cm.

## Distribución geográfica
Se encuentran en Sudamérica en la cuenca del río Oyapoque y la cuenca costera adyacente a este, entre Brasil y Guayana.

## Hábitat
Viven en pequeños cursos de agua entre 22 y 28°C, de comportamiento bentopelágico y no migrador.
Es una especie muy territorial, con una estructura social jerárquica. Prefiere aguas estancadas donde la corriente es lenta y el sustrato está densamente cubierto de hojas muertas, mientras que los adultos habitan corrientes lentas la mayoría de los inmaduros se encuentran en las charcas dispersas.
Es muy difícil de mantener en acuario en cautividad.
Cientos de huevos de unos 2,8 mm se liberan durante el desove, los cuales están sujetos durante 3 meses a una etapa de hibernación cuando lo requieran condiciones locales adeversas. La eclosión ocurre después de 2 a 3 semanas.